# Анилин (конь)
Анили́н (31 января 1961, к/з «Восход» — 18 октября 1975, к/з «Восход») — скаковой жеребец английской чистокровной верховой породы, трёхкратный победитель приза Европы в Кёльне (1965, 1966, 1967), обладатель неофициальной «Тройной короны» СССР. Вся скаковая карьера Анилина связана с жокеем и тренером Николаем Насибовым.

## Происхождение
Анилин родился 31 января 1961 года в конном заводе «Восход» Новокубанского района Краснодарского края, заводчиком считается начальник конной части завода Валерий Пантелеевич Шимшир. Отец — гнедой жеребец Элемент (1952 г. р.) от Эталона Ор и Маргаритки, мать — рыжая кобыла Аналогичная (1953 г. р.) от Агрегата и Гюрзы. Оба родителя Анилина были успешными скаковыми лошадьми: Элемент был победителем дерби, а Аналогичная — победительницей скачек для кобыл. Предки скакуна принадлежали к французским, английским и немецким линиям скаковых лошадей. Прадедом Анилина по линии отца был Массин, выдающийся скакун на длинные дистанции, победитель приза Триумфальной арки, а в целом родословная Анилина строилась на внутрилинейном спаривании с дальним инбридингом на Сент-Саймона.
Бабка Анилина — тёмно-гнедая кобыла Маргаритка — родилась в 1944 году в конюшне Вермахта от угнанной в 1943 году из Польши жеребой кобылы Македонии и попала в конный завод «Восход» по репарации. Происхождение Македонии вызвало сомнения в ходе проверки племенных книг СССР Международным комитетом по племенным книгам (International Stud Book Committee) в конце 1990-х. Из-за отсутствия документов, подтверждающих чистоту крови, Анилин мог лишиться всех призов, к участию в которых допускаются только чистокровные верховые лошади. К счастью, необходимые документы и записи о происхождении кобылы удалось обнаружить в польских архивах.
| Анилин | Элемент (1952)     | Эталон Ор (1936)  | Массин (1920)       | Консоль (1908)          |
| Анилин | Элемент (1952)     | Эталон Ор (1936)  | Массин (1920)       | Мори (1909)             |
| Анилин | Элемент (1952)     | Эталон Ор (1936)  | Ла Савуайярд (1927) | Филибер де Савуа (1920) |
| Анилин | Элемент (1952)     | Эталон Ор (1936)  | Ла Савуайярд (1927) | Ла Балладэз (1919)      |
| Анилин | Элемент (1952)     | Маргаритка (1944) | Гэйнсло (1929)      | Уинэлот (1921)          |
| Анилин | Элемент (1952)     | Маргаритка (1944) | Гэйнсло (1929)      | Маргарет Бурр (1925)    |
| Анилин | Элемент (1952)     | Маргаритка (1944) | Македония (1931)    | Мах Йонг (1924)         |
| Анилин | Элемент (1952)     | Маргаритка (1944) | Македония (1931)    | Цилиция (1921)          |
| Анилин | Аналогичная (1953) | Агрегат (1943)    | Артистс Пруф (1926) | Гейнсборо (1915)        |
| Анилин | Аналогичная (1953) | Агрегат (1943)    | Артистс Пруф (1926) | Клиэр Эвиденс (1920)    |
| Анилин | Аналогичная (1953) | Агрегат (1943)    | Абеба (1931)        | Бальбинус (1918)        |
| Анилин | Аналогичная (1953) | Агрегат (1943)    | Абеба (1931)        | Эз Э Хайерд (1924)      |
| Анилин | Аналогичная (1953) | Гюрза (1938)      | Затор (1929)        | Тагор (1915)            |
| Анилин | Аналогичная (1953) | Гюрза (1938)      | Затор (1929)        | Зия (1921)              |
| Анилин | Аналогичная (1953) | Гюрза (1938)      | Гагара (1930)       | Гетман Ней (1924)       |
| Анилин | Аналогичная (1953) | Гюрза (1938)      | Гагара (1930)       | Гортензия (1915)        |

## Экстерьер
Анилин был крупным жеребцом гнедой масти с лысиной: высота в холке 163 см, обхват груди 183 см, обхват пясти 20,5 см. Вопреки слухам, что одна нога у жеребёнка была короче других, скакун обладал отличным экстерьером, имел сухие и крепкие ноги. К недостаткам относили плоские копыта и чуть тяжеловатую шею. Кроме того, высота лошади в крупе была выше, чем высота в холке — этот недостаток в сложении лошадей называют «перестроенностью». В работе всадник компенсировал недостаток, добиваясь позы максимального сбора с высоким положением головы и шеи и подведёнными под корпус задними ногами.

## Скаковая карьера
Анилин под седлом Николая Насибова выиграл три главные скачки сезона для каждого возраста в СССР: в 1963 году Большой приз имени М. И. Калинина для двухлеток, в 1964 Большой Всесоюзный приз (Дерби) для трёхлеток, в 1965 приз Министра сельского хозяйства (Приз СССР) для лошадей в возрасте 4 года и старше. По аналогии с английской «Тройной короной» победу в этих трёх скачках неофициально называют русской «тройной короной».
Анилин впервые стартовал и победил в Пробном призе для двухлеток 1200 м в мае 1963 года на Центральном Московском ипподроме, затем там же выиграл скачку на 1500 м. Приз имени М. И. Калинина для двухлетних лошадей (1600 м) 14 июля 1963 г. выиграл с резвостью 1:43,6 в соперничестве с десятью скакунами. В скачках за рубежом в 1963 году занял 3 место в призе Министерства сельского хозяйства ГДР в Берлине и 4 место в призе города Софии в Будапеште (без Н. Насибова).
В 1964 году в Москве победил в скачках 17 мая, выиграл 14 июня приз Зоотехников-колхозников на 1600 м, 12 июля приз в честь Советско-монгольской дружбы на 2000 м, а 26 июля победил во Всесоюзном дерби (2400 м) с резвостью 2:36,1. В этом году Анилин выиграл выиграл Большой приз Международного конгресса социалистических стран (2800 м, 2:56,5) в Берлине и приз имени Роберта Пфердменгеса в Кёльне стоимостью 35 тыс. немецких марок.
1965 год в скаковой карьере Анилина начался с победы во Вступительном призе 16 мая на ЦМИ (2000 м). 18 июля выиграл приз СССР (3200 м с резвостью 3:35). В Париже на ипподроме Лоншан в скачке 2400 м на приз Триумфальной арки (Prix de l’Arc de Triomphe) финишировал на 5 («платном», то есть призовом) месте. В Кёльне завоевал первую победу в престижных скачках на приз Европы (Preis von Europa), проскакав 2800 м за 2 мин 32,2 сек.
В 1966 году второй раз выиграл Приз СССР (3:31,0) и Кубок соцстран в Берлине (3:00,4). В скачках на приз Европы в Берлине из-за ошибки жокея потерял имевшийся отрыв и финишировал одновременно с британским жеребцом Сальво, победа Анилина присуждена по фотофинишу, дистанция пройдена за 2 мин 37,8 сек.
В 1967 в скачках начала сезона в Москве Анилин не участвовал, первый старт принял в Берлине на приз Будапешта и финишировал с отрывом в 10 корпусов (2:32,2). Выиграл скачку на приз Мира. В призе Триумфальной арки пришёл 11-м. 22 октября с резвостью 2:31,7 в третий раз выиграл приз Европы, чего не удалось сделать ни одной другой лошади за всю историю этого приза.
За пределами континента Анилин выступал дважды: в единственной американской гонке для чистокровных лошадей, куда допускались иностранные лошади — Большом Вашингтонском призе (Washington D.C. International) на дистанции 1½ мили (около 2400 м) на ипподроме Лорел-парк. 11 ноября 1964 года с резвостью 2:25,2 (быстрее европейского рекорда) пришёл третьим за мировым рекордистом Келсо, повторившим в этой скачке свой рекорд 2:23,8. В 1966 году пришёл вторым при резвости победителя 2:28,8.
За 5 скаковых сезонов Анилин участвовал в 27 скачках, в том числе 21 раз был победителем и 3 раза занял призовые места, его призовой «заработок» составил почти 740 тыс. немецких марок.
За всю историю российского и советского коневодства ни одна лошадь не сравнялась по успешности карьеры с Анилином. Он ни разу не отдал победу в состязаниях на территории СССР и остаётся единственным, кто сумел трижды выиграть приз Европы. Благодаря уникальным результатам, Анилина наградили эпитетами «лошадь века», «трижды венчанный», лучшая скаковая лошадь России.

## Потомки
После завершения скаковой карьеры Анилин был зачислен в состав производителей конезавода «Восход» и стал отцом 164 жеребят. От 92 чистокровных верховых кобыл в 1969—1976 годах родились 81 жеребчик и 83 кобылки. Все дети скакуна были крупными, костистыми, хорошо сложенными. Потомки Анилина заняли всего 294 призовых места, в том числе 15 в международных скачках, среди них классные жеребцы Газолин II, Газомет, Этен, рекордист Эльфаст, кобыла Зилла и другие, сохранившие дистанционные способности линии Массина. По качеству потомства 1973 и последующих годов Анилин стал чемпионом-производителем в чистокровной породе. Однако большая часть потомства Анилина не показала высокий класс. Имеющими племенное значение были признаны 52 лошади из приплода Анилина. Последняя ставка (приплод) от Анилина родилась в 1976 году уже после его смерти.
Институт коневодства сохранил сперму Анилина, замороженную в жидком азоте по технологии, предложенной в конце 1960-х годов. Через 38 лет хранения, в 2011 году, в Донском конезаводе от Анилина и будённовской кобылы родился жеребёнок Аристократ.

## Память
Анилин пал 18 октября 1975 года от заворота тонкого кишечника.
В конезаводе «Восход» в 1979 году установлен памятник — бронзовый портрет Анилина полуторной величины работы скульптора-анималиста Э. Н. Гилярова.
Анилин — главный герой книги Б. В. Дедюхина «Слава на двоих», вышедшей в 1973 году в московском издательстве «Современник». Достойное место знаменитый скакун занимает в книге «Железный посыл» Д. М. Урнова.
На Центральном Московском ипподроме учреждены скачки для чистокровных 3-х-леток на «приз Анилина» (2000 м), призы его имени разыгрываются на Нальчикском, Элистинском, Пятигорском и других ипподромах.